# Poniženi i uvrijeđeni
Poniženi i uvrijeđeni (ruski: Униженные и оскорбленные) je knjiga ruskog pisca Fjodora Dostojevskog, koja je objavljena 1861. godine.